# گری بیلی
گری ریچارد بیلی (به انگلیسی: Gary Richard Bailey) (زاده ۹ اوت ۱۹۵۸) دروازه‌بان سابق تیم فوتبال منچستر یونایتد است.وی اهل انگلستان است.